# 軌道傾斜角

基準となる面（Plane of reference）と惑星の軌道面（Orbit）とが成している角度iが軌道傾斜角である

軌道傾斜角（きどうけいしゃかく、英語: Orbital inclination）とは、ある天体の周りを軌道運動する天体について、その軌道面と基準面とのなす角度を指す。通常は記号 iで表され、軌道の特徴を表す軌道要素の一つに含まれる事が多い。太陽系の惑星や彗星・小惑星などの軌道傾斜角の基準面は黄道面で、衛星の場合では基準面を主惑星の赤道面とする場合と黄道面を基準とする場合がある。
人工衛星の場合には主星である地球の赤道面を基準とするのが普通である（人工衛星の軌道要素を参照）。i=63.4349°の軌道傾斜角はCritical inclinationとも呼ばれ、人工衛星の軌道要素において特に重要視される。特に地球上においてこの軌道傾斜角で公転周期が地球の自転周期の約半分になっている軌道はモルニヤ軌道（モルニア軌道）、公転周期がほぼ地球の自転周期と等しい軌道はツンドラ軌道と呼ぶ。
軌道傾斜角 iは0°≦i≦180°の範囲の値をとる。i=0の場合、その天体は基準面と同じ面内を軌道運動している。i=90°の場合、その天体の軌道面は基準面と直交している。i>90°の場合、その天体は軌道を逆行していることになる。太陽系内では多くの逆行衛星やいくつかの逆行小惑星が知られており、太陽系外では逆行惑星の存在も確認されている。似た語として赤道傾斜角があるが、赤道傾斜角は天体の軌道面と赤道面とのなす角、すなわち天体の自転軸の傾きを表す別の量である。
| 分類            | 天体名   | 公転軌道面の傾き | 公転軌道面の傾き | 公転軌道面の傾き | 公転周期 （年） | 自転軸（赤道） 傾斜角 | 自転周期 （日） |
| 分類            | 天体名   | 軌道傾斜角       | 対太陽の赤道     | 対不変面         | 公転周期 （年） | 自転軸（赤道） 傾斜角 | 自転周期 （日） |
| --------------- | -------- | ---------------- | ---------------- | ---------------- | --------------- | --------------------- | --------------- |
| 地球型 岩石惑星 | 水星     | 7.01°            | 3.38°            | 6.34°            | 0.241           | 0.01°                 | 58.7            |
| 地球型 岩石惑星 | 金星     | 3.39°            | 3.86°            | 2.19°            | 0.615           | 177°                  | 243             |
| 地球型 岩石惑星 | 地球     | 0° 基準面        | 7.16°            | 1.57°            | 1.00            | 23.4°                 | 0.997           |
| 地球型 岩石惑星 | 火星     | 1.85°            | 5.65°            | 1.67°            | 1.88            | 25.2°                 | 1.03            |
| 木星型 天王星型 | 木星     | 1.31°            | 6.09°            | 0.32°            | 11.9            | 3.12°                 | 0.414           |
| 木星型 天王星型 | 土星     | 2.49°            | 5.51°            | 0.93°            | 29.5            | 26.7°                 | 0.426           |
| 木星型 天王星型 | 天王星   | 0.77°            | 6.48°            | 1.02°            | 84.0            | 97.8°                 | 0.718           |
| 木星型 天王星型 | 海王星   | 1.77°            | 6.43°            | 0.72°            | 165             | 28.3°                 | 0.671           |
| 準惑星 小惑星   | 冥王星   | 17.1°            | 11.9°            | 15.6°            | 248             | 120°                  | 6.39            |
| 準惑星 小惑星   | ケレス   | 10.6°            | —                | 9.20°            | 4.60            | 4°                    | 0.378           |
| 準惑星 小惑星   | パラス   | 35.1°            | —                | 34.4°            | 4.62            | 84°±5°                | 0.326           |
| 準惑星 小惑星   | ベスタ   | 7.14°            | —                | 5.56°            | 3.63            |                       | 0.223           |
| 衛星            | 月       | 5.15°            |                  |                  | 27.3日          | 6.69°                 | =公転           |
| 衛星            | ガニメデ | 0.195°           |                  |                  | 7.16日          | 0-0.33°               | =公転           |
| 衛星            | カリスト | 0.281°           |                  |                  | 16.7日          | 0°                    | =公転           |
| 衛星            | タイタン | 0.306°           |                  |                  | 15.9日          | 1.94°                 | =公転           |
| 恒星            | 太陽     | 該当せず         | 該当せず         | 該当せず         | 該当せず        | 7.25°                 | 27.3            |